# St. Bernhard (Goldbeck)

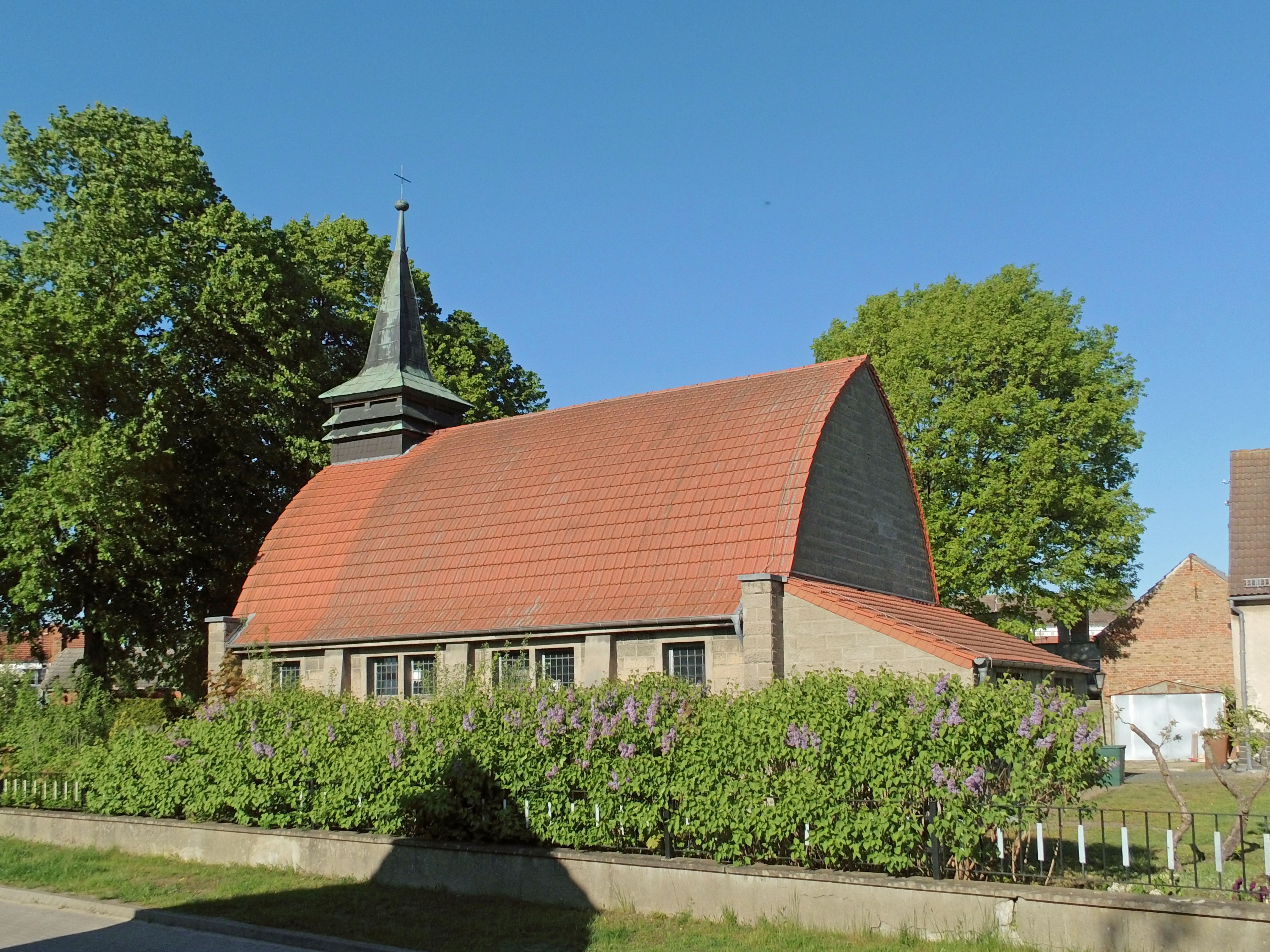
Westseite

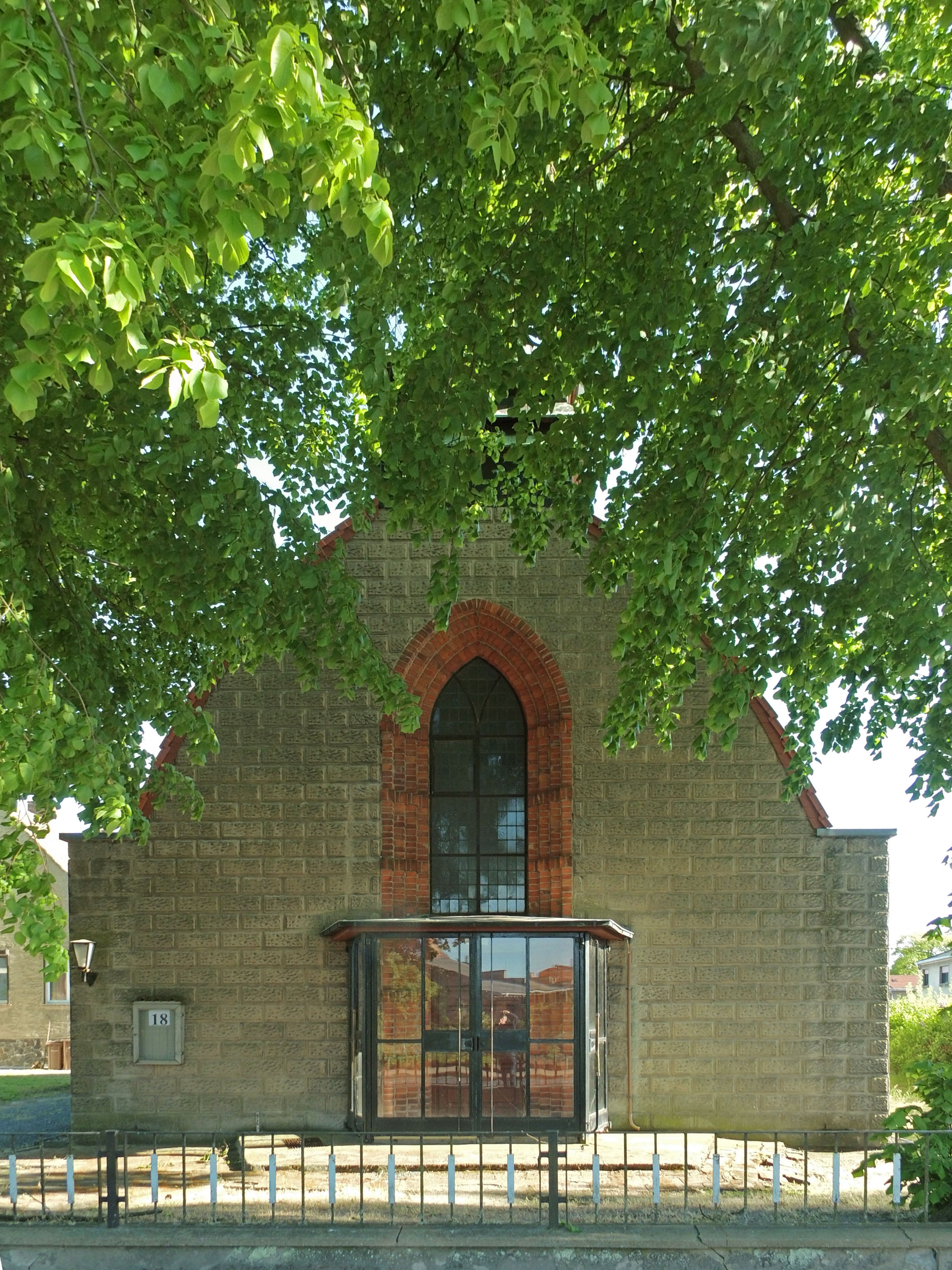
Nordseite

Die Kirche Sankt Bernhard war die katholische Kirche in Goldbeck, einer Gemeinde im Landkreis Stendal im Norden von Sachsen-Anhalt. Die nach dem heiligen Bernhard von Clairvaux benannte Kirche gehörte zur Pfarrei „St. Anna“ mit Sitz in Stendal, im Dekanat Stendal des Bistums Magdeburg. Das Kirchengebäude steht auf dem Grundstück „Clara-Zetkin-Straße 18“ (Ecke Ackerstraße) und ist im Denkmalverzeichnis des Landes Sachsen-Anhalt unter der Erfassungsnummer „094 36401“ als Baudenkmal aufgeführt.

## Geschichte
Mit der Einführung der Reformation im 16. Jahrhundert wurden die Bevölkerung und die Kirchen in der Altmark evangelisch-lutherisch. Goldbeck gehörte damals zum Archidiakonat Balsamgau im Bistum Halberstadt.
Nachdem sich ab Anfang des 20. Jahrhunderts katholische Arbeiter aus östlichen Gebieten im Raum Goldbeck niedergelassen hatten, wurde 1912 seitens der Pfarrei Stendal in Goldbeck eine Gottesdienststelle eingerichtet. 1918 ließ sich mit dem Stendaler Kaplan Joseph Hagedorn erstmals ein Geistlicher in Osterburg nieder, er war in Osterburg als Pfarrvikar tätig und betreute von diesem Jahr an auch die Katholiken in Goldbeck. 1918 wohnte auch Pater Komorek in Goldbeck, ein Geistlicher aus der Ordensgemeinschaft der Kamillianer aus Polen, der neben polnischen Schnittern auch die Katholiken in Seehausen betreute.
Nachdem die Gottesdienste bisher im Bahnhofsrestaurant von Goldbeck stattfanden, erwarb die Pfarrvikarie Osterburg 1928 am damaligen südlichen Ortsrand von Goldbeck an der Ecke Wilhelmstraße (heute Clara-Zetkin-Straße) / Ackerstraße ein Grundstück, auf dem 1929 mit Hilfe des Bonifatius-Vereins und vieler Spender aus Goldbeck der Bau der St.-Bernhard-Kirche begann. Am 20. Oktober 1929 nahm der Dechant aus Stendal die Benediktion der Kirche vor.
Um 1930 wohnten in Goldbeck rund 80 Katholiken. Im Herbst 1939 kamen im Zuge der Saar-Offensive vorübergehend katholische Evakuierte aus dem Saarland in die Altmark. Sie brachten Pfarrer Udelhofen aus dem Bistum Trier mit, der die Seelsorge in Goldbeck und den umliegenden Ortschaften übernahm. Im Sommer 1940 zogen die Saarländer und ihr Pfarrer wieder in ihre Heimat zurück, und die Kirche wurde fortan wieder von den Geistlichen aus Osterburg betreut.
Infolge des Zweiten Weltkriegs und der Flucht und Vertreibung Deutscher aus Mittel- und Osteuropa nahm die Zahl der Katholiken in der Altmark vom April 1945 an durch den Zuzug von Flüchtlingen und Heimatvertriebenen stark zu. 1946 kam mit Heimatvertriebenen aus Schlesien Pfarrer Karl Pohler nach Goldbeck.
Am 1. November 1947 wurde Goldbeck Sitz einer zu Osterburg gehörenden Kuratie, nach anderer Quelle einer Pfarrvikarie. Pfarrer Karl Pohler wurde ihr erster Geistlicher. Zum Einzugsgebiet der Kirche gehörten damals auch die Ortschaften Baben, Baumgarten, Bertkow, Eichstedt, Groß Schwechten, Häsewig, Lindtorf, Möllendorf, Petersmark, Plätz, Rindtorf, Rohrbeck, Klein Schwechten, Rochau, Schartau, Uchtenhagen, Walsleben und Ziegenhagen. 1949 zählte die Kirchengemeinde Goldbeck rund 1600 Katholiken.
1953 wurde Goldbeck zur Kuratie, nach anderer Quelle zur Pfarrvikarie erhoben. Um 1964 war Theodor Stolpe (1932–2016), der später der erste Generalvikar des neu gegründeten Bistums Magdeburg wurde, an der Kirche tätig.
Bis 1974 war die Zahl der Katholiken in der Kirchengemeinde Goldbeck auf nur noch 453 abgesunken. Von 1985 bis 2004 wohnte mit Johannes König (1939–2008) ein Diakon im Pfarrhaus von Goldbeck. Er betreute neben der Kirchengemeinde Goldbeck auch die Pfarrvikarie Giesenslage.
Am 1. Februar 2007 wurde der Gemeindeverbund „Stendal – Bismark – Giesenslage – Goldbeck – Meßdorf – Osterburg – Seehausen – Tangerhütte“ errichtet, zu dem außer der Kirche St.-Bernhard-Kirche auch die Kirchen „Hl. Kreuz“ in Bismark, „Unbefleckte Empfängnis“ in Giesenslage, „Hl. Maria von der Verkündigung“ in Meßdorf, „St. Joseph“ in Osterburg, „St. Johannes Baptist“ in Seehausen, „St. Anna“ in Stendal und „St. Elisabeth“ in Tangerhütte gehörten. Damals gehörten zur Kirchengemeinde Goldbeck rund 160 Katholiken.
Am 2. Mai 2010 entstand aus dem Gemeindeverbund die heutige Pfarrei „St. Anna“. Die Kirchen in Bismark, Giesenslage, Goldbeck, Meßdorf, Seehausen und Tangerhütte wurden inzwischen geschlossen. Die Volkszählung in der Europäischen Union 2011 zeigte, dass von den 9.649 Einwohnern der Verbandsgemeinde Arneburg-Goldbeck 283, und somit rund 2,9 %, der römisch-katholischen Kirche angehörten. Die Mehrzahl der Einwohner gehörte keiner Religionsgemeinschaft an.
Am 20. Juli 2013 fand in der die St.-Bernhard-Kirche die letzte Heilige Messe statt, die Kirche wurde geschlossen und um 2014 verkauft. Heute ist die St.-Joseph-Kirche im rund 13 Kilometer entfernten Osterburg das nächstliegende katholische Gotteshaus.

## Architektur und Ausstattung
Die Saalkirche entstand nach Plänen des Architekten Kurt Matern, Dombaumeister im Bistum Paderborn. Das Bauwerk ist an der Nord-Süd-Achse ausgerichtet. Das Langhaus überspannt ein Zollingerdach mit einem kreuzbekrönten Dachreiter im Norden. Es wird durch je sechs in den Längsseiten befindliche – teilweise paarig angeordnete – Fenster belichtet und durch ein Portal an der Nordseite erschlossen, über dem ein Spitzbogenfenster eingelassen ist. Die mit einem Pultdach gedeckte fensterlose Sakristei ist an der Südseite angebaut.
Die beiden Bronzeglocken wurden nach der Profanierung aus dem Dachreiter entfernt. Die kleinere, rund 45 Kilogramm schwere Glocke bekam 2015 einen neuen Platz im Dachreiter der St.-Josef-Kirche in Wolmirstedt. Die größere Glocke wird in der St.-Annen-Kirche in Stendal gelagert.
Auf dem Grundstück befand sich auch ein freistehendes Pfarrhaus, das in der Nachkriegszeit erbaut worden war.